# Ostrov nad Oslavou
Ostrov nad Oslavou é uma comuna checa localizada na região de Vysočina, distrito de Žďár nad Sázavou.